# Yosef Dayan
Rabino Yosef Dayan (nasceu no México em 1945) é um rabino, herdeiro ao trono de Israel segundo o movimento Malchut Israel e o autor de vários livros em hebraico, espanhol e italiano. Ele também trabalhou na tradução da literatura espanhola moderna ao hebraico.
Yosef Dayan (Yosef ben Avraham) emigrou para Israel em 1968 e tornou-se um membro do movimento de direita, Kach. Alguns judeus genealogistas consideram-no ser descendente patrilinear do rei David e assim um "príncipe" ou Nassi da antiga linha real de David. Yosef Dayan é o fundador do "Malchut Israel", um grupo político de ala direitista monárquica em Israel advocando um returno da monarquia. Em 2004 ele tornou-se um membro do recente reconstituído Sinédrio, uma duplicação do tribunal religioso do qual convocava durante o tempo do Segundo Templo, um grupo que tradicionalmente tinha setenta e um membros. Ele também alcançou certa notoriedade pela suposta participação central no assim chamado "cerimônias de maldição de morte" ou Pulsa diNura, destinadas a Yitzhak Rabin e Ariel Sharon. Presume-se que estas maldições foram para pedir uma retribuição divina depois destes Primeiros Ministros anteriores terem defendido para Israel rescisões financeiras de certas áreas consideradas por alguns como inalienáveis partes da Terra prometida. Incidentalmente, Yitzhak Rabin foi assassinado logo depois da primeira maldição e Ariel Sharon acabou em um persistente estado vegetativo depois de uma hemorragia cerebral depois da segunda. Ele é também conhecido por ter apoiado as ações terroristas de Baruch Goldstein (um companheiro discípulo, Meir Kahane) no Massacre do Túmulo dos Patriarcas.
O filho dele, Hananel Dayan-Meged, é famoso por recusar-se em apertar a mão de Dan Halutz, o (anterior) Chefe do Quartel das Forças de Defesa de Israel, enquanto recebeu o "President of Israel excellence citation" durante as celebrações do Dia de independência de Israel (Yom HaAtzmaut).